# Marmereikenspanner
De marmereikenspanner (Adactylotis contaminaria) is een nachtvlinder uit de familie van de spanners (Geometridae).  De wetenschappelijke naam is als Geometra contaminaria voor het eerst geldig gepubliceerd door Jacob Hübner in 1813.
De spanwijdte van de vlinder bedraagt 38 tot 44 mm. De vleugelkleur is crêmekleurig met bruine spikkeling en duidelijke bruine dwarslijnen. Midden op de voorvleugels bevindt zich een bruine vlek.
De marmereikenspanner gebruikt soorten eik als waardplant. De soort kent twee jaarlijkse generaties die vliegen in april-mei en september-oktober.
De soort komt voor in Zuidwest-Europa. In België is de soort zeldzaam en niet meer recent waargenomen. Hij kwam voor in het zuiden. In Nederland is de soort niet waargenomen.